# Gilles Leroy
Gilles Leroy (sinh ngày 28 tháng 12 năm 1958) là nhà văn người Pháp. Ông sinh ra tại Bagneux, Paris, và rời bỏ Paris vào năm 1995 để sống tại một làng nhỏ ở Perche. Các tác phẩm của ông nhận được nhiều giải thưởng, tiêu biểu nhất là giải Goncourt cho Alabama Song.

## Tác phẩm

### Tiểu thuyết
- Habibi (1987)
- Maman est morte (1990)
- Madame X. (1992)
- Les jardins publics (1994)
- Les maîtres du monde (1996)
- Machines à sous (1998)
- Soleil noir (2000)
- L'amant russe (2002)
- Grandir (2004)
- Champsecret (2005)
- Alabama Song (2007)
- Zola Jackson (2010)
- Dormir avec ceux qu'on aime (2012)
- Nina Simone (2013)
- Le monde selon Billy Boy (2015)
- Le château solitude (tự truyện, 2016)
- Dans les westerns (2017)
- Le diable emporte le fils rebelle (2019)
- Requiem pour la jeune amie (2021)
- Le fils errant (2023)[2]

### Truyện ngắn
- Les derniers seront les premiers (1991)
- White Party (2014)[2]

### Sân khấu
- Le jour des fleurs (2004)
- Ange Soleil (2011)[2]

## Giải thưởng
- Prix des Lecteurs de Nanterre (Les derniers seront les premiers)
- Prix Valery-Larbaud (Machines à sous)
- Prix Millepages (Grandir)
- Giải Goncourt 2007 (Alabama Song)
- Prix Été du Livre – Marguerite Puhl-Demange (Zola Jackson)
- Prix Livres & Musiques de la ville de Deauville (Nina Simone)
- Prix Marcel Pagnol (Le monde selon Billy Boy)[2]